# 北卡罗来纳艺术学院
北卡罗来纳大学艺术学院（英語：University of North Carolina School of the Arts，UNCSA），是位于北卡罗来纳州溫斯頓-撒冷的一所公立艺术学院，授予高中、本科和研究生学位。学院于1963年由时任州长特里·桑福德创建，是美国第一所公立艺术学院。
学校由五个专业学院组成。舞蹈学院、设计与制作学院（包括HS视觉艺术课程）、戏剧学院、电影制作学院和音乐学院。

学院由五所专业学院组成：舞蹈学院、设计与制作学院、戏剧学院、电影制作学院和音乐学院。

## 历史
北卡罗来纳大学艺术学院的想法是在1962年由Vittorio Giannini发起的，他是美国著名的作曲家，也是朱利亞德學院、柯蒂斯音樂學院和曼哈頓音樂學院的作曲老师，他找到了当时的州长Terry Sanford并得到了作家John Ehle 和 William Sprott Greene, Jr.和北卡罗来纳州夏洛特的Martha Dulin Muilenburg支持他建立艺术学院的梦想。州政府拨款，并成立了北卡罗来纳州音乐学院委员会。1972年，艺术学院成为北卡罗来纳大学的一个组成机构。。
2008年，该机构的董事会一致投票决定将学校的名称从 "北卡罗来纳艺术学院 "改为 "北卡罗来纳大学艺术学院"，以提高其知名度。随后，北卡大学理事会、北卡参议院、北卡众议院和州长Mike Easley都批准了更名。2008年8月8日批准，2008年8月1日生效。

## 校园
学校的校园由77英亩（310,000平方米）组成，位于温斯顿-塞勒姆，靠近老塞勒姆。[13] 有八个宿舍楼--六个为大学生，两个为高中生，一个校内学生公寓楼和一个校外学生公寓楼，步行即可到达。学校有11个表演和放映场所；有三个电影院的ACE展览馆、克劳福德演奏厅（有菲斯克风琴）、舞蹈的德米勒剧院、胡德演奏厅、有三个戏剧空间的表演场所、温斯顿-塞勒姆市中心的史蒂文斯中心和沃森室内音乐厅。表演场所是戏剧系的所在地，ACE剧院是电影制作系的所在地，deMille剧院是舞蹈系的所在地，Watson、Hood和Crawford大厅由音乐系使用。史蒂文斯中心是共享的。
学校还有一个带有内部篮球场的健身中心、塞曼斯图书馆、汉斯学生公共空间、工作场所（与图书馆相邻），其中有视觉艺术工作室以及舞蹈学院的办公室和工作室、格雷大楼，其中三楼是高中学术机构，一楼和二楼是音乐办公室和练习室，一栋大楼有两个舞蹈工作室、一个视觉艺术雕刻工作室、一个大型设计和制作综合体、一个服装、假发和化妆工作室、一个欢迎中心，以及几栋用于行政办公室和学院学术的建筑。目前，新的工作室空间和新的公寓楼正在建设中。